# SMS Friedrich Carl
Броненосный крейсер «Фридрих Карл» (нем. SMS Friedrich Carl) — броненосный крейсер типа «Принц Адальберт» германского императорского флота времён Первой мировой войны.

## Конструкция

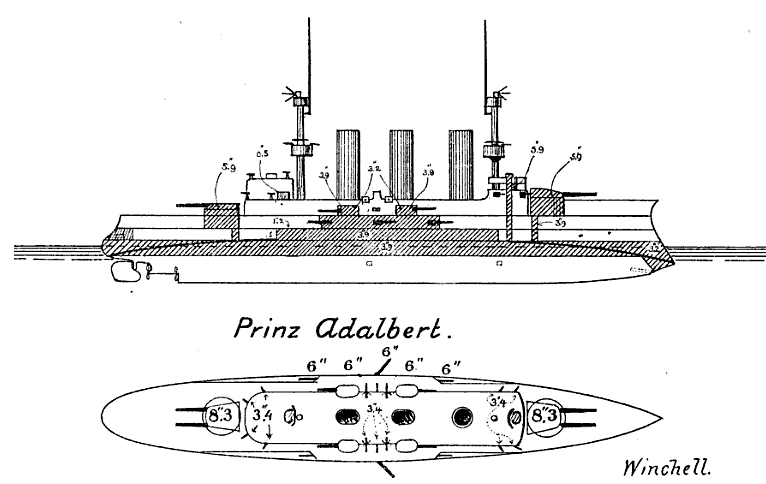
Броненосные крейсера типа «Принц Адальберт». Схема бронирования.

Корпус крейсеров делился водонепроницаемыми переборками на 14 основных отсеков. Двойное дно шло на протяжении 60 % длины. Корпус кораблей набирался по смешанной системе набора.

### Вооружение
Традиционный для многих кораблей того времени недостаток: нижний ярус центрального каземата располагался слишком низко, его орудия заливались при умеренном волнении моря.

## История службы
17 ноября 1914 года в 30 милях западнее Мемеля «Фридрих Карл» подорвался на русской мине. Командир корабля счёл, что атакован английской подлодкой и приказал уходить полным ходом на запад во избежание второй торпеды. Через 11 минут «Фридрих Карл» вторично подорвался на мине. После 5 часов борьбы за живучесть корабля команда покинула крейсер, снятая крейсером «Аугсбург», успевшим подойти к месту катастрофы. При взрыве погибли 8 человек. Это сказалось на последующей оперативной деятельности германского флота на Балтике: гибель «Фридриха Карла» привела к сворачиванию операций крупных немецких надводных кораблей, а основная база Морских сил Балтийского моря была перенесена из Данцига в Свинемюнде.

### Интересные факты
В российском художественном фильме «Адмиралъ» показан вымышленный бой крейсера с русским кораблем. По сюжету фильма во время Первой мировой войны А. Колчак производит минные постановки, на которых подрывается крейсер «Фридрих Карл».

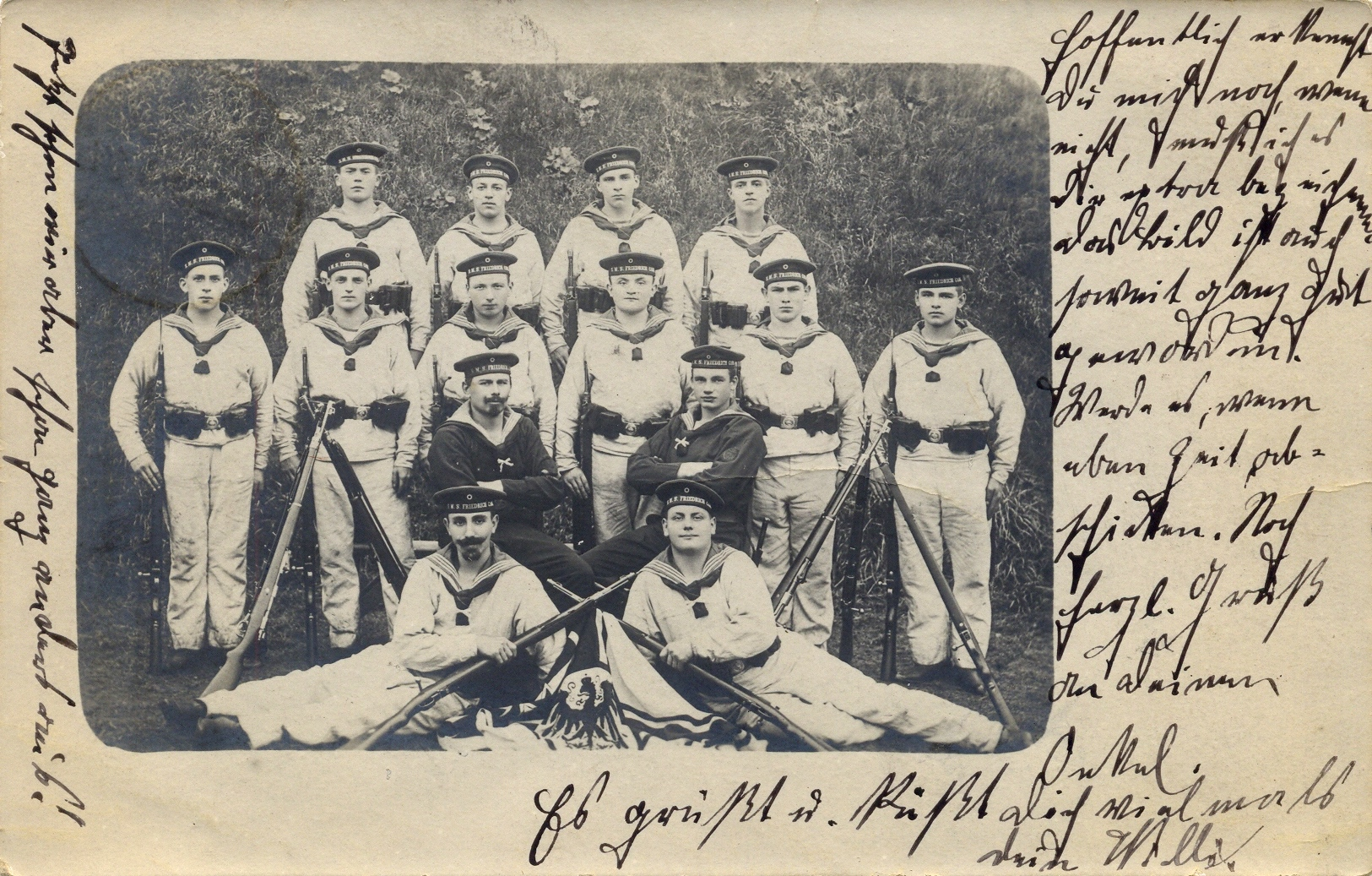
Моряки с крейсера «Фридрих Карл» («SMS Friedrich Carl»)